# Megalomyrmex gnomus
Megalomyrmex gnomus är en myrart som beskrevs av Kempf 1970. Megalomyrmex gnomus ingår i släktet Megalomyrmex och familjen myror. Inga underarter finns listade i Catalogue of Life.